# Теньки (Татарстан)
Теньки́ (тат. Тәмте) — село в Камско-Устьинском районе Республики Татарстан. Административный центр Теньковского сельского поселения.

## Географическое положение
Расположено на берегу Куйбышевского водохранилища (Волга) в устье реки Мордовка, в 32 км к северо-западу от пгт Камское Устье, 40 км к юго-западу от центра Казани.
В селе протекают реки Шарманка и Черемиска. С юга к селу примыкает посёлок Татарской зональной опытной станции.
Через село проходит автодорога Октябрьский (Р241) — Камское Устье.

## История
Известно, что село существовало еще в период Волжской Булгарии. Через него проходили важные торговые пути между Востоком и Западом. Поэтому считается возможным происхождение названия села от разменной монеты булгар — таньга. Однако старожилам нравится версия, связанная с восхитительными плодовыми садами данного края и тенистыми рощами, подсказавшими название для этого поселения.
Как русское селение известно с 1565 года. После падения Казанского ханства многие татары из села переселились на земли нынешней Ульяновской области. Теньки же перешли к дворцовому ведомству, и царь Иван Грозный подарил село Теньки Новые и Старое Теньковское сельцо, по обе стороны речки Сарбыша (ныне р. Мордовка), участникам походов на Казань Андрею Шеину и Михаилу Шеину. С 1568 года село ненадолго перешло в собственность к свияжскому воеводе Михаилу Бахтеярову-Ростовскому, а в конце 1680-х годов пожаловано роду Нарышкиных. Более половины населения Теньков на то время составляли старообрядцы, и князья Нарышкины построили в селе Троицкую церковь из кирпича и камня. В 1930 году храм был закрыт, колокольня разрушена, здание приспособили под мельницу и зерносклад. Церковь восстановили уже в наши дни и теперь здесь вновь совершаются богослужения и работает воскресная школа. По инициативе мусульманской части населения в Теньках построена мечеть.
В 1648 году 200 пеших стрельцов из Теньков были «переведены» на строительства Симбирской черты , где основали около городка Уренска (ныне Базарный Урень) две слободы: Подгородная и Подлесная, вскоре объединившись в одну — Теньковскую Подлесную Слободу (ныне Теньковка (Ульяновская область).
В 1852 году поместье перешло во владение к князю Сергею Гагарину, который построил в селе трехэтажную усадьбу. Село в этот период бурно развивалось. Жители занимались земледелием, разведением скота, садоводством, мельничным, кузнечным, штукатурным, плотничным, бондарным, столярным, красильным, портняжным и кирпичным промыслами, торговлей хлебом и другой сельскохозяйственной продукцией. В начале XX в. в селе Теньки располагалось волостное правление, функционировали Троицкая церковь (построена в 1791-96 гг. на средства помещика К. С. Нарышкина, памятник архитектуры), старообрядческая церковь (была построена в 1909 г.), земская школа (открыта в 1877 г.), церковно-приходская (1883 г.) и второклассная (1896 г.) школы, земская больница, аптека, 8 кузниц, 11 водяных мельниц, 3 мануфактурных магазина, аптека, 12 постоялых дворов, 3 чайные, 1 казённая винная и 25 мелочных лавок, пароходная и лесная пристани, базар по субботам. В этот период земельный надел сельской общины составлял 3148 десятин. До 1920 г. село являлось центром Теньковской волости Свияжского уезда Казанской губернии.
В советское время в усадьбе Гагарина разместилась дирекция «Садвинтреста», затем сюда была переведена Татарская плодово-ягодная станция, с которой фактически началась история Татарского НИИ сельского хозяйства.
- С 1920 г. в составе Свияжского кантона Татарской АССР.
- С 14.02.1927 г. центр Теньковского района,
- с 20.10.1931 г. в Камско-Устьинском,
- с 10.02.1935 г. центр Теньковского района,
- с 16.07.1958 г. в Камско-Устьинском,
- с 01.02.1963 г. в Тетюшском,
- с 12.01.1965 г. в Камско-Устьинском районах.

## Население
| 1646 | 1834 | 1859 | 1897 | 1908 | 1920 | 1926 | 1938 | 1949 | 1958 | 1970 | 1979 | 1989 | 2002 | 2012 | 2013 | 2014 | 2015 | 2016 | 2017 | 2018 | 2019 | 2025 |
| ---- | ---- | ---- | ---- | ---- | ---- | ---- | ---- | ---- | ---- | ---- | ---- | ---- | ---- | ---- | ---- | ---- | ---- | ---- | ---- | ---- | ---- | ---- |
| 592  | 2569 | 2634 | 2677 | 2854 | 3299 | 3078 | 3373 | 2741 | 2765 | 2331 | 2212 | 1741 | 1545 | 1675 | 1655 | 1639 | 1599 | 1583 | 1560 | 1529 | 1499 | 1499 |

| 2010 | 2011  | 2012  | 2013  | 2014  | 2015  | 2016  | 2017  | 2018  |
| ---- | ----- | ----- | ----- | ----- | ----- | ----- | ----- | ----- |
| 1729 | ↘1720 | ↘1675 | ↘1655 | ↘1639 | ↘1599 | ↘1583 | ↘1560 | ↘1529 |

## Экономика
В 1927 г на территории Теньковского сельского совета образовалось несколько колхозов: имени Мичурина, имени Ворошилова, Кагановича, Ясная Поляна, Тукай, имени Буденного, Свободный труд. Позднее все эти сельскохозяйственные бригады объединились в большой колхоз имени Мичурина.
Полеводство, молочное скотоводство, предприятие сельхозтехники, известняковый карьер.
В настоящее в селе Теньки действует агрофирма «Теньковская».
НИИ «Нива Татарстана», основан в 1932 году (первоначально назывался Татарская Зональная Опытная Станция). Переведёе в село из черты города Казани, с учетом благоприятных почвенных, климатических условий для разведения садов. Более половины плодовых насаждений Свияжского уезда приходилась на долю Теньковской волости, а это яблонь 520 тысяч штук, что составляло 1/5 яблоневых насаждений всей губернии! На один крестьянский двор, в Теньковской волости в среднем приходилось около 300 яблонь, а сад здесь имел каждый двор. Сад княгини Гагариной в селе имел 8670 яблонь.
В селе с 2008 года работает Императорский лесопитомник.

## Достопримечательности
Усадьба князей Гагариных
Троицкая церковь, построена в 1791—1796 годах на средства на средства Марии Павловны Нарышкиной (1728—1793) и её наследника Михаила Петровича Нарышкина (1753—1825). Трехпрестольный двусветный храм с одной апсидой, выстроенный в стиле провинциального барокко. В настоящее время утрачены завершающая часть и колокольня. Главный престол освящен во имя Святой Живоначальной Троицы (как и в первом храме в XVI веке), приделы: 1) во имя Святителя и Чудотворца Николая; 2) во имя Равноапостольной Марии Магдалины и священномученика Симеона Персидского. Храм был закрыт в 1930 году. В советское время в здании храма работала мельница, зерносклад, столовая. Церковные службы возобновились в 1998 году.
Мечеть.
Теньковское городище. Это левый берег речки Мордовки, левый приток реки Шарманки, правого притока Волги. Расположено в 400 м к северу от села на мысу между двумя оврагами, на месте, известном у местных жителей под именем «Гора Стеньки Разина». Подтреугольная, вытянутая с северо-востока на юго-запад площадка (длина 80 м, ширина 35 м) с напольной стороны ограждена шишковидным валом (высота 2,5 м, ширина в основании 15 м) и рвом. Материал памятника, открытого и обследованного в 1960 г., представлен керамикой именьковского облика. За валом городища к востоку располагается синхронное селище, занимающее площадь 150×80 м. Поверхность обоих памятников задернована.
Теньковское расширение Куйбышевского водохранилища. Эта территория не внесена в Государственный реестр, но она заслуживает особого внимания — уникальное место для разведения молоди рыбы. Это место расположено по фарватеру Волги от Лабышки по линии Теньки — Карташиха на ширине 12 км с сужением у деревни Антоновка. Особенностью этого места является защищенность островами. Вытянутыми вдоль течения, многочисленными протоками, мелководными заливами с прогреваемой водой; песчано-глинистым дном, пологим берегом с мягкой растительностью.
Теньковская ковыльная степь — памятник природы с 1986 года, площадь 41,3 га. Находится у села Теньки в 0,5 км от зональной опытной станции «Семеновод». Это равнинный участок суходольного луга, где произрастают виды растений ковыльной степи (отмечено около 30 видов). Растения Ковыльной степи занесены в Красную книгу Республики Татарстан. Имеет научно — историческое значение как генетический резерват степных растений.
Дом купца Пронина на улице Ленина, главной улице колхозной стороны села.
Памятник в селе Теньки воинам, павшим в Великой Отечественной войне.